# Lindenhardter Forst-Nordwest
Lindenhardter Forst-Nordwest – dawny obszar wolny administracyjnie (gemeindefreies Gebiet) w Niemczech w kraju związkowym Bawaria, w rejencji Górna Frankonia, w regionie Oberfranken-Ost, w powiecie Bayreuth. Obszar był niezamieszkany. 1 stycznia 2020 obszar został zlikwidowany, a jego teren został podzielony pomiędzy miastem Creußen (168 ha) oraz gminami Gesees (54 ha), Hummeltal (350 ha) i Haag (259 ha).